# Maumee
Maumee ist eine City im Lucas County im amerikanischen Bundesstaat Ohio. Maumee ist ein Vorort von Toledo und liegt am Maumee River. Das U.S. Census Bureau ermittelte bei der Volkszählung 2020 eine Einwohnerzahl von 13.896.

## Geschichte
Das Gebiet um die heutige Stadt Maumee wurde schon in prähistorischen Zeiten besiedelt. Im 18. Jahrhundert war das Gebiet zwischen den Streitkräften Frankreichs, Großbritanniens und der amerikanischen Unabhängigkeitsbewegung sowie den nordamerikanischen Ureinwohnern umkämpft, da die Inbesitznahme des Maumee River die Kontrolle über eine wichtige ost-westliche Transportachse bedeutete. Mit der Schlacht von Schlacht von Fallen Timbers 1794 fanden die Kämpfe einen vorläufigen Höhepunkt. Nach Ende des Britisch-Amerikanischen Krieges 1814 waren die Kämpfe beendet. Das Gebiet war von nun an unter Kontrolle der Vereinigten Staaten.
1817 wurde eine Flurkarte angelegt, und der Ort zur Besiedlung freigegeben. 1827 prophezeite ein Redakteur des Ohio Gazetteer dem Ort, der zu der Zeit nur aus ein paar Läden und einem Hotel bestand: if the projected Wabash and Erie Canal would connect at this point, there was no doubt that this would be an important town (Sollte der geplante Wabash-Erie-Kanal an diesen Punkt vorbeiführen, wird sich dieser Ort ohne Zweifel zu einer wichtigen Stadt entwickeln). Obwohl die Fertigstellung des Kanals das Wachstum Maumees beschleunigte, wurde die ökonomische Entwicklung von der schneller wachsenden Nachbarstadt Toledo überschattet. Erst 1952 erhielt Maumee das Stadtrecht.

## Wirtschaft
Der Automobilzulieferer Dana Incorporated hat seinen Hauptsitz in Maumee.